# Ennada hyadesii
Ennada hyadesii là một loài bướm đêm trong họ Geometridae.